# (6681) Прокопович
(6681) Прокопович (лат. Prokopovich) — типичный астероид главного пояса, открыт 6 сентября 1972 года советским астрономом Людмилой Журавлёвой в Крымской астрофизической обсерватории и 4 мая 1999 года назван в честь архиепископа Феофана Прокоповича.

## Обнаружение и именование
(6681) Прокопович
Открыт 6 сентября 1972 года в Научном Л. В. Журавлёвой.
Назван в память об архиепископе Феофане Прокоповиче (1681—1736) — украинском и русском писателе, сподвижнике Петра Великого.
Оригинальный текст (англ.)6681 Prokopovich
Discovered 1972-09-06 by Zhuravleva, L. V. at Nauchnyj.
Named in memory of Feofan Prokopovich (1681—1736), Ukrainian and Russian writer, archbishop and associate of Peter the Great.
Источники: DISCOVERY.DB; M.P.C. 34624.

## Физические характеристики
Астероид относится к таксономическому классу S.
По результатам наблюдений в видимом и ближнем инфракрасном диапазоне космического телескопа NEOWISE диаметр астероида оценивался равным 4,288±0,107 км. Согласно тем же источникам альбедо оценивается как 0,2200±0,0205 и 0,220±0,021.